# Nicolau (Olhovski)
Nicolau (nascido Nikolai Aleksandrovich Olkhovsky, em russo:  Николай Александрович Ольховский; Trenton, Nova Jersey, EUA, 14 de dezembro de 1974) é Bispo da Igreja Ortodoxa Russa Fora da Rússia, Bispo de Manhattan (desde 2014), Vigário do Diocese da América Oriental, curador do Ícone de Nossa Senhora do Sinal de Kursk. Eleito Primeira Hierarca da Igreja Russa no Exterior em 13 de setembro de 2022.